# Kuskokwim Mountains
Die Kuskokwim Mountains sind ein nach dem Kuskokwim River benannter Gebirgszug der nördlichen Intermontane Plateaus im Südwesten Alaskas, westlich der Alaskakette. Sie erstrecken sich vom Canyon Creek und dem Chikuminuk Lake im Südwesten über eine Länge von etwa 400 km bis zum Tanana River im Nordosten und erreichen eine Breite von bis zu 80 km. Der höchste Punkt liegt westlich vom Chikuminuk-Gletscher und hat eine Höhe von etwa 1600 m.
Die südöstliche Flanke der Kuskokwim Mountains grenzt an die Flüsse Kantishna River, Kuskokwim River, Holitna River und Kogrukluk River. Im Nordwesten liegen die zugehörigen Gebirgsketten der Kaiyuh Mountains, im Westen die der Russian Mountains und im Südwesten die Kilbuck Mountains sowie im Nordwesten der Fluss Dishna River und im Westen der Innoko River und Iditarod River.
Erstmals erwähnt wurden die Kuskokwim Mountains 1898 von Josiah Edward Spurr vom United States Geological Survey, der den Ausläufern im Nordosten den Namen „Tanana Hills“ gab.